# Ministère du Travail et de la Politique sociale
Le ministère du Travail et de la Politique sociale (en polonais : Ministerstwo Rodziny, Pracy i Polityki Społecznej) est un ministère polonais qui supervise la Sécurité sociale (Zakład Ubezpieczeń Społecznych).

## Liste des ministres
| Portrait | Nom                         | Parti            | durée            | durée            | Premier ministre (gouvernement)                        |
| -------- | --------------------------- | ---------------- | ---------------- | ---------------- | ------------------------------------------------------ |
|          | Elżbieta Rafalska           | Droit et justice | 16 novembre 2015 | 4 juin 2019      | Beata Szydło (Szydło), Mateusz Morawiecki (Morawiecki) |
|          | Bożena Borys-Szopa          | PIS              | 4 juin 2019      | 15 novembre 2019 | Mateusz Morawiecki (Morawiecki)                        |
|          | Marlena Maląg               | PIS              | 15 novembre 2019 | 27 novembre 2023 | Mateusz Morawiecki (Morawiecki II)                     |
|          | Dorota Bojemska             | Sans             | 27 novembre 2023 | 13 décembre 2023 | Mateusz Morawiecki (Morawiecki III)                    |
|          | Agnieszka Dziemianowicz-Bąk | Nouvelle gauche  | 13 décembre 2023 | en cours         | Donald Tusk (Tusk III)                                 |